# جائزة ماليزيا الكبرى للدراجات النارية 1998
جائزة ماليزيا الكبرى للدراجات النارية 1998 هو سباق دراجات نارية أقيم بتاريخ 19 أبريل 1998. كان الجولة الثانية من أصل 14 في سباق الجائزة الكبرى للدراجات النارية موسم 1998. فاز الأسترالي ميك دوهان بفئة 500 سي سي بينما جاء الإسباني كارلوس تشيكا في المركز الثاني وحصل على المركز الثالث الإيطالي ماكس بياجي.

## وصلات خارجية
- الموقع الرسمي